# Programmed Cell Death Protein 1
Programmed cell death protein 1 oder PD-1-Molekül, kurz PD-1, ist ein Oberflächenprotein aus der Immunglobulin-Superfamilie und beteiligt an der Hemmung der Immunantwort.

## Eigenschaften

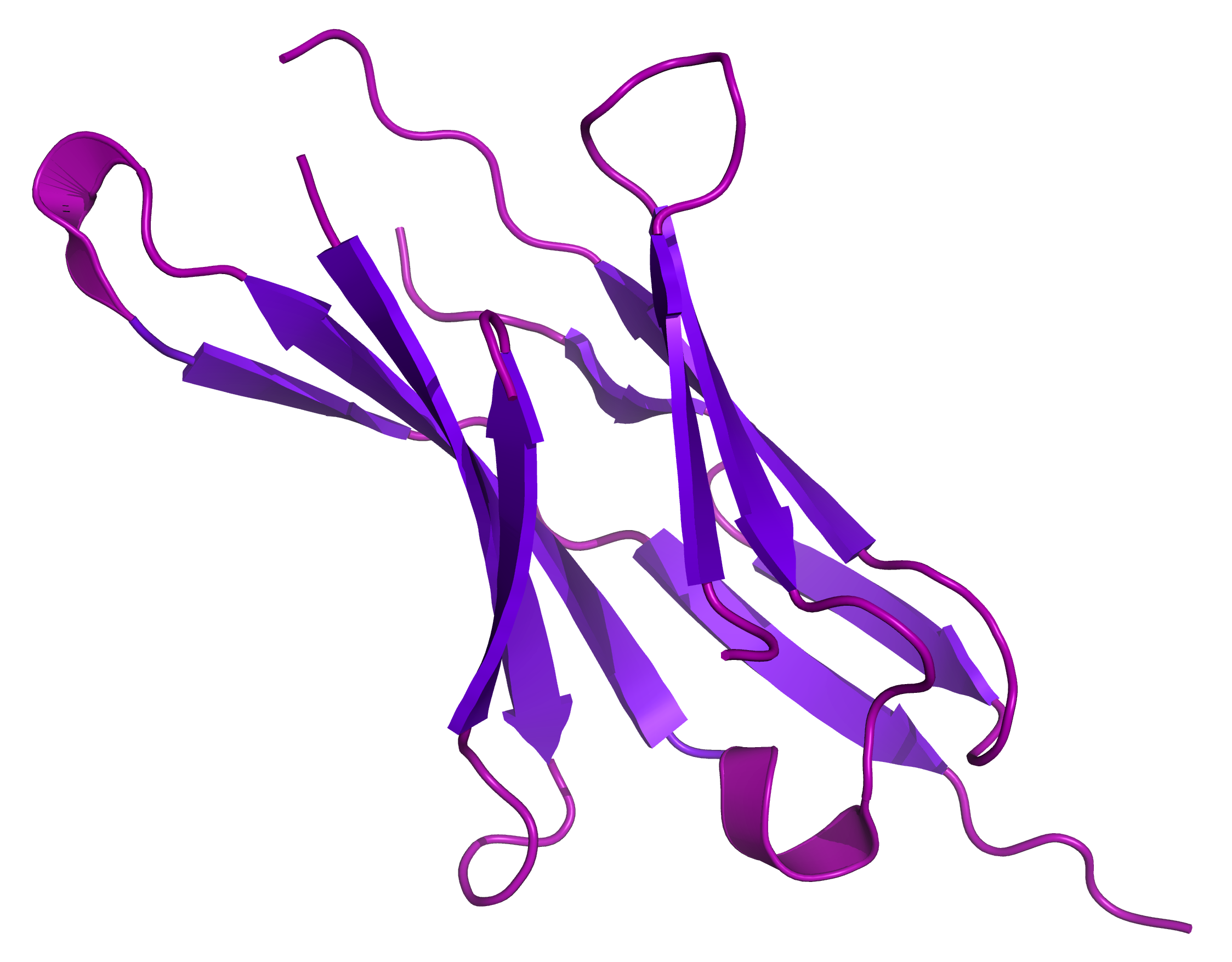
Extrazellulärer Teil des PD-1

PD-1 ist der Rezeptor für PD-L1 mit einer Dissoziationskonstante von 8 µM sowie von PD-L2. Es ist glykosyliert.

### Immunmodulation
Eine Bindung von PD-L1 an PD-1 hemmt die Immunantwort durch Einleitung der Genexpression von Interleukin-10 in Monozyten. Weiterhin hemmt es die Phosphorylierung von ZAP70 und fördert die Genexpression der Ubiquitinligase CBL-b.
In persistenten Infektionen von LCMV und HIV wird eine verstärkte Genexpression von PD-1 in CD8-positiven T-Zellen (synonym zytotoxische T-Zelle) beobachtet. Die verstärkte Aktivierung von PD-1 durch PD-L1 wird als an der Anergie der zytotoxischen T-Zellen beteiligt vermutet.

## Anwendungen
Die Konzentration an PD-L1 wird auch vor einer Verwendung von Antikörpern gegen PD-1 im Rahmen einer Krebsimmuntherapie untersucht, wobei nicht alle anti-PD1-sensitiven Tumoren PD-L1 bilden und teilweise trotzdem auf eine Krebsimmuntherapie gegen PD-1 ansprechen. Die zur Krebsimmuntherapie eingesetzten therapeutischen Antikörper und Immun-Checkpoint-Inhibitoren Nivolumab und Pembrolizumab binden an PD-1 und hemmen die PD-1-Aktivierung durch PD-L1. Beim nichtoperablen und bereits Tochtergeschwülste bildenden Melanom sind gegen das PD-1-Molekül gerichtete Antikörper Behandlungsstandard. Bei Melanomen mit niedriger oder fehlender PD-L1-Expression ist eine Kombination von Nivolumab und Ipilimumab besser wirksam als eine anti-PD-1-Monotherapie, aber häufiger mit schweren unerwünschten immunologischen Wirkungen verbunden.
Eine Hemmung von PD-1 wird zur Behandlung von chronischen Infektionskrankheiten wie Tuberkulose und HIV untersucht.